# Луцій Вініцій
Луцій Вініцій (лат. Lucius Vinicius; ? — після 5 до н. е.) — державний та військовий діяч часів ранньої Римської імперії, консул-суфект 5 року до н. е.

## Життєпис
Походив зі стану вершників Вініціїв. Син Луція Вініція, консула-суфекта 33 року до н. е. Спочатку займався адвокатською діяльністю, чим здобув відомість. У 16 році до н. е. призначено монетарієм разом з Луцієм Месценієм Руфом та Гаєм Антістієм Ветом. Під час своєї каденції карбував срібні денарії із зображенням імператора Августа. У 6 році до н. е. призначено консулом-суфектом. Про подальшу долю нічого невідомо.